# Chondrodactylus turneri
Chondrodactylus turneri är en ödleart som beskrevs av  Gray 1864 1864. Chondrodactylus turneri ingår i släktet Chondrodactylus och familjen geckoödlor. Inga underarter finns listade i Catalogue of Life.